# Landaulet (automóvel)

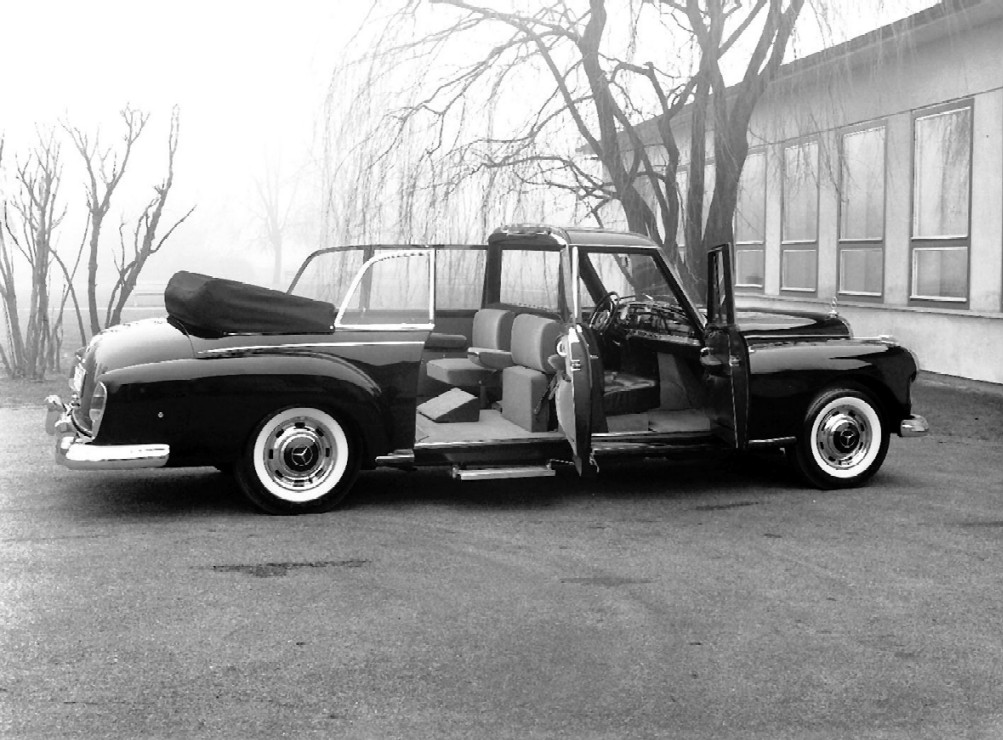
Mercedes-Benz 300d landaulet

Landaulet, landaulette ou landaulete é um estilo de carroçaria automóvel, similar à limousine, mas com a seção de passageiros cobertos por uma conversível top. Foi baseado em uma carruagem de estilo semelhante, que era uma versão coupé de um landau. Landaulets são normalmente utilizados por figuras públicas em procissões formais.

## Descrição
Uma carruagem landaulet é uma versão coupé) de um landau. O landaulet manteve a metade traseira do de duas partes capota do landau.